# Курода, Такуя
Такуя Курода (яп. 黒田 卓也; р. 21 февраля 1980, Асия, Япония) — японский джазовый музыкант, композитор и аранжировщик.

## Биография
Такуя Курода переехал в Нью-Йорк в 2003 году, получив степень бакалавра в 2006 году в Нью-Йоркской школе джаза и современной музыки. С тех пор Курода работает на джазовой сцене, стилистически ориентируясь на Диззи Гиллеспи и Клиффорда Брауна. В 2010 году вышел его дебютный альбом Bitter and High.
Курода работал с вокалистом Хосе Джеймсом, саксофонистом Грегом Тарди, диджеем Робом Свифтом, гитаристом Хиро Йошида и трубачом Валерием Пономарёвым. Его можно услышать на альбомах Blackmagic и Jiro Yoshida («Cut Back», «Made in New York»). Он сотрудничал с японскими J-Pop-исполнителями в качестве аранжировщика. Курода сотрудничает с группой Chicken Gravy, выступающей на стыке джаза, соула и фанка. В 2014 году он издал свой диск Rising Son на лейбле Blue Note Records.

## Дискография
- Bitter and High (2010);
- Edge (2011);
- Six Aces (2013);
- Rising Son (2014);
- Zigzagger (2016).